# Stinka (obwód charkowski)
Stinka (ukr. Стінка) – wieś na Ukrainie, w obwodzie charkowskim, w rejonie kupiańskim. W 2001 liczyła 11 mieszkańców, spośród których 8 posługiwało się językiem ukraińskim, a 3 rosyjskim.